# Indian Civil Service

L’Indian Civil Service (ICS), appelé aussi pendant une partie du XIXe siècle Imperial Civil Service, était la fonction publique la plus haute en Inde britannique entre 1858 et 1947.
Ses membres administraient près de 300 millions d'Indiens et étaient responsables de la surveillance des activités gouvernementales dans les 250 districts que comptait l’Inde britannique. Ils étaient désignés conformément à la Section XXXII du Government of India Act de 1858, adopté par le Parlement du Royaume-Uni. L'ICS était dirigé par le Secrétaire d'État à l'Inde, membre du gouvernement britannique. 
Au début, les mille membres supérieurs de l'ICS, appelés « Civilians » (« Civils »), étaient presque tous britanniques et avaient été formés dans les « meilleures » écoles britanniques. En 1905, 5 % étaient bengalis et, en 1947, il y avait 322 membres indiens et 688 britanniques. Les fonctionnaires britanniques sont partis au moment de la partition en 1947 et de l'indépendance de l'Inde.
Jusque dans les années 1930, les Indiens étaient très peu nombreux et n’y occupaient pas des fonctions élevées. Le spécialiste d'histoire contemporaine Wainwright note qu'au milieu des années 1880, « les bases de la discrimination raciale du sous-continent s’étaient figées. » En 1947, au moment de l'indépendance de l’Inde et du Pakistan, l'ICS a été divisé entre les nouveaux pays que furent l'Union Indienne et la République islamique du  Pakistan. Bien que différentes, la fonction publique de l'Inde et celle du Pakistan (en) en descendent. 

## Sources
- (en) Cet article est partiellement ou en totalité issu de l’article de Wikipédia en anglais intitulé « Indian Civil Service (British India) » (voir la liste des auteurs).